# Edificio Álvaro Obregón
El edificio Álvaro Obregón antes sede de la Escuela Industrial y Preparatoria Técnica "Álvaro Obregón", actualmente sede de la preparatoria 3 de la UANL.
Fue inaugurado el 4 de octubre de 1930  participando en el evento importantes personalidades: la presencia del Gral. Plutarco Elías Calles, representante personal del C. Presidente de la República, el Ing. y Gral. Pascual Ortiz Rubio; la actuación del compositor Alfonso Esparza Oteo, quien acompañó al piano al tenor Pedro Vargas; la actuación del coro de la Escuela Femenil “Pablo Livas” formado por 200 alumnas, bajo la dirección del maestro Armando Villarreal (autor de “Morenita Mía”), que interpretó la canción “Linda Michoacana”